# Derek Boateng
Derek Owusu Boateng (pronuncia ˈboʊtɛŋ; Accra, 2 maggio 1983) è un ex calciatore ghanese, di ruolo centrocampista.
Con la Nazionale ghanese ha partecipato ai Mondiali del 2006 ed a quelli del 2010, oltre che alla Coppa d'Africa 2002.

## Caratteristiche tecniche
Nel 2001 è stato inserito nella lista dei migliori calciatori stilata da Don Balón.

## Carriera

### Club
Boateng inizia a giocare a calcio nel 1993, a 10 anni, quando entra nel settore giovanile del Liberty Professionals. Rimane al Liberty fino a 16 anni quando si trasferisce in Grecia, al Kalamata, dove fa il suo debutto in prima squadra.
Nel 2001 si trasferisce al Panathinaikos, dove gioca prevalentemente come centrocampista offensivo o come attaccante.
Nel 2002 il Middlesbrough, allenato da Steve McClaren che l'aveva notato l'anno precedente in una partita di Champions League quando era l'assistente allenatore al Manchester United, cerca di acquistarlo presentando un'offerta al Panathinaikos: la squadra greca accetta, tuttavia il trasferimento viene bloccato perché Boateng non riesce ad ottenere il permesso di lavoro. Poco dopo viene ceduto in prestito all'OFI Creta.
Nell'agosto 2003, dopo una trattativa durata alcuni mesi, Boateng si trasferisce in Svezia all'AIK, tuttavia a causa di un infortunio nella prima partita la stagione di Boateng ne risulta rovinata.
Al termine della stagione 2004 l'AIK retrocede in Superettan per la terza volta nella sua storia, Boateng e il resto della squadra ricevono pesanti critiche da tifosi e mezzi di comunicazione tanto da rendere necessaria la scorta della polizia.
Poco prima dell'inizio della stagione 2005 Boateng viene inserito nella lista dei giocatori da cedere, così durante tutto il ritiro cerca una nuova squadra. Tuttavia Boateng non riesce a trovare nessuna squadra venendo costretto a rimanere all'AIK. Nella seconda metà della stagione però riesce a conquistarsi il posto da titolare nella squadra che vince il Superettan e conquista la promozione in Allsvenskan. A fine stagione Boateng prolunga il contratto con l'AIK fino alla fine del 2007.
Nel luglio 2006 Boateng lascia l'AIK, dichiarando però di amare la Svezia e di sperare di poter ritornare all'AIK..
Si trasferisce in Israele, al Beitar Gerusalemme, con il quale firma un contratto valido fino al gennaio 2009.
La prima stagione è molto positiva: Boateng si afferma titolare come centrocampista centrale nella squadra che vince il campionato. La stagione successiva inizia piuttosto male per Boateng che si fa espellere nei preliminari di Champions League contribuendo all'eliminazione della squadra. Nonostante questo la stagione prosegue molto bene con la vittoria di un altro campionato e della Coppa d'Israele, nonostante un rigore sbagliato durante la finale. A fine stagione Boateng viene nominato migliore straniero dell'anno.
La stagione successiva inizia ancora una volta con l'eliminazione dai preliminari di Champions, questa sconfitta apre però un periodo di crisi che porta alla cessione di Boateng nel gennaio 2009. Boateng rimane nella storia come il giocatore più pagato nella Premier League israeliana.
Il 21 gennaio 2009 firma un contratto quadriennale con il Colonia. Rimane al Colonia solo pochi mesi, infatti il 31 luglio dello stesso anno viene ceduto per un milione di euro al Getafe, dove rimane due stagioni.
Il 20 giugno 2011 si trasferisce al Dnipro per 5900000 €, firmando un contratto quadriennale.
Il 22 maggio 2013 firma un contratto annuale con opzione per un'altra stagione con la società del Fulham.

### Nazionale
Nel 1999 viene convocato per il mondiale Under-17, ma il Kalamata gli impedisce di partecipare.
Nel 2001 partecipa con la nazionale ghanese Under-20 ai mondiali Under-20 dove raggiunge la finale.
Nel 2002 è selezionato dalla nazionale ghanese per la Coppa d'Africa dove il Ghana esce ai quarti di finale.
Nel 2006 viene convocato per i mondiali in Germania, fa il suo debutto nella fase finale dei mondiali il 17 giugno sostituendo Otto Addo a metà del secondo tempo nella vittoria per 2-0 contro la Repubblica Ceca
Successivamente viene selezionato anche per i mondiali del 2010 nei quali il Ghana raggiunge i quarti di finale.
In totale Boateng vanta 48 presenze e 1 rete con le Stelle Nere.

## Statistiche

### Presenze e reti nei club
Statistiche aggiornate al 2 aprile 2017.
| Stagione        | Squadra         | Campionato      | Campionato | Campionato | Coppe nazionali | Coppe nazionali | Coppe nazionali | Coppe continentali | Coppe continentali | Coppe continentali | Altre coppe | Altre coppe | Altre coppe | Totale | Totale |
| Stagione        | Squadra         | Comp            | Pres       | Reti       | Comp            | Pres            | Reti            | Comp               | Pres               | Reti               | Comp        | Pres        | Reti        | Pres   | Reti   |
| --------------- | --------------- | --------------- | ---------- | ---------- | --------------- | --------------- | --------------- | ------------------ | ------------------ | ------------------ | ----------- | ----------- | ----------- | ------ | ------ |
| gen.-giu. 2009  | Colonia         | BL              | 10         | 0          | CG              | -               | -               | -                  | -                  | -                  | -           | -           | -           | 10     | 0      |
| 2009-2010       | Getafe          | PD              | 29         | 0          | CR              | 7               | 0               | -                  | -                  | -                  | -           | -           | -           | 36     | 0      |
| 2010-2011       | Getafe          | PD              | 32         | 2          | CR              | 4               | 0               | UEL                | 5                  | 0                  | -           | -           | -           | 41     | 2      |
| Totale Getafe   | Totale Getafe   | Totale Getafe   | 61         | 2          |                 | 11              | 0               |                    | 5                  | 0                  |             | -           | -           | 77     | 2      |
| 2011-2012       | Dnipro          | PL              | 21         | 2          | KU              | 2               | 0               | UEL                | 2                  | 0                  | -           | -           | -           | 25     | 2      |
| 2012-2013       | Dnipro          | PL              | 2          | 0          | KU              | 0               | 0               | UEL                | 0                  | 0                  | -           | -           | -           | 2      | 0      |
| Totale Dnipro   | Totale Dnipro   | Totale Dnipro   | 23         | 2          |                 | 2               | 0               |                    | 2                  | 0                  |             | -           | -           | 27     | 2      |
| 2013-2014       | Fulham          | PL              | 3          | 0          | FACup+CdL       | 1+1             | 0               | -                  | -                  | -                  | -           | -           | -           | 5      | 0      |
| 2014-2015       | Eibar           | PD              | 13         | 0          | CR              | 2               | 0               | -                  | -                  | -                  | -           | -           | -           | 15     | 0      |
| 2016            | Rayo OKC        | NASL            | 28         | 0          | USOC            | 1               | 0               | -                  | -                  | -                  | -           | -           | -           | 29     | 0      |
| gen.-giu. 2017  | OFI Creta       | FL              | 9          | 1          | CG              | 0               | 0               | -                  | -                  | -                  | -           | -           | -           | 9      | 1      |
| Totale carriera | Totale carriera | Totale carriera | 147        | 5          |                 | 18              | 0               |                    | 7                  | 0                  |             | -           | -           | 172    | 5      |

### Cronologia presenze e reti in nazionale
| Cronologia completa delle presenze e delle reti in nazionale ― Ghana | Cronologia completa delle presenze e delle reti in nazionale ― Ghana | Cronologia completa delle presenze e delle reti in nazionale ― Ghana | Cronologia completa delle presenze e delle reti in nazionale ― Ghana | Cronologia completa delle presenze e delle reti in nazionale ― Ghana | Cronologia completa delle presenze e delle reti in nazionale ― Ghana | Cronologia completa delle presenze e delle reti in nazionale ― Ghana | Cronologia completa delle presenze e delle reti in nazionale ― Ghana |
| Data                                                                 | Città                                                                | In casa                                                              | Risultato                                                            | Ospiti                                                               | Competizione                                                         | Reti                                                                 | Note                                                                 |
| -------------------------------------------------------------------- | -------------------------------------------------------------------- | -------------------------------------------------------------------- | -------------------------------------------------------------------- | -------------------------------------------------------------------- | -------------------------------------------------------------------- | -------------------------------------------------------------------- | -------------------------------------------------------------------- |
| 25-12-2001                                                           | Mopti                                                                | Mali                                                                 | 1 – 1                                                                | Ghana                                                                | Amichevole                                                           | -                                                                    | 40’ 57’                                                              |
| 4-1-2002                                                             | Ismailia                                                             | Egitto                                                               | 2 – 0                                                                | Ghana                                                                | Amichevole                                                           | -                                                                    | 16’                                                                  |
| 24-1-2002                                                            | Ségou                                                                | Sudafrica                                                            | 0 – 0                                                                | Ghana                                                                | Coppa d'Africa 2002 - 1º turno                                       | -                                                                    |                                                                      |
| 30-1-2002                                                            | Mopti                                                                | Ghana                                                                | 2 – 1                                                                | Burkina Faso                                                         | Coppa d'Africa 2002 - 1º turno                                       | -                                                                    |                                                                      |
| 3-2-2002                                                             | Bamako                                                               | Ghana                                                                | 0 – 1                                                                | Nigeria                                                              | Coppa d'Africa 2002 - Quarti di finale                               | -                                                                    | 88’                                                                  |
| 17-5-2002                                                            | Lubiana                                                              | Slovenia                                                             | 2 – 0                                                                | Ghana                                                                | Amichevole                                                           | -                                                                    | 78’                                                                  |
| 7-9-2002                                                             | Kampala                                                              | Uganda                                                               | 1 – 0                                                                | Ghana                                                                | Qual. Coppa d'Africa 2004                                            | -                                                                    |                                                                      |
| 13-10-2002                                                           | Accra                                                                | Ghana                                                                | 4 – 2                                                                | Ruanda                                                               | Qual. Coppa d'Africa 2004                                            | 1                                                                    | 60’                                                                  |
| 30-3-2003                                                            | Radès                                                                | Madagascar                                                           | 3 – 3 (9 – 10 dtr)                                                   | Ghana                                                                | Amichevole                                                           | -                                                                    | 65’                                                                  |
| 13-6-2003                                                            | Accra                                                                | Ghana                                                                | 1 – 3                                                                | Kenya                                                                | Amichevole                                                           | -                                                                    | Ingresso                                                             |
| 22-6-2003                                                            | Kumasi                                                               | Ghana                                                                | 1 – 1                                                                | Uganda                                                               | Qual. Coppa d'Africa 2004                                            | -                                                                    | 65’                                                                  |
| 5-6-2004                                                             | Ouagadougou                                                          | Burkina Faso                                                         | 1 – 0                                                                | Ghana                                                                | Qual. Mondiali 2006                                                  | -                                                                    | 62’                                                                  |
| 29-5-2006                                                            | Leicester                                                            | Giamaica                                                             | 1 – 4                                                                | Ghana                                                                | Amichevole                                                           | -                                                                    | 81’                                                                  |
| 17-6-2006                                                            | Colonia                                                              | Rep. Ceca                                                            | 0 – 2                                                                | Ghana                                                                | Mondiali 2006 - 1º turno                                             | -                                                                    | 46’ 75’                                                              |
| 22-6-2006                                                            | Norimberga                                                           | Ghana                                                                | 2 – 1                                                                | Stati Uniti                                                          | Mondiali 2006 - 1º turno                                             | -                                                                    | 46’                                                                  |
| 27-6-2006                                                            | Dortmund                                                             | Brasile                                                              | 3 – 0                                                                | Ghana                                                                | Mondiali 2006 - Ottavi di finale                                     | -                                                                    | 60’                                                                  |
| 15-8-2006                                                            | Londra                                                               | Ghana                                                                | 2 – 0                                                                | Togo                                                                 | Amichevole                                                           | -                                                                    | Ingresso                                                             |
| 24-3-2007                                                            | Graz                                                                 | Austria                                                              | 1 – 1                                                                | Ghana                                                                | Amichevole                                                           | -                                                                    | 65’                                                                  |
| 27-3-2007                                                            | Solna                                                                | Brasile                                                              | 1 – 0                                                                | Ghana                                                                | Amichevole                                                           | -                                                                    | 74’                                                                  |
| 11-10-2009                                                           | Cotonou                                                              | Benin                                                                | 1 – 0                                                                | Ghana                                                                | Qual. Mondiali 2010                                                  | -                                                                    | 86’                                                                  |
| 3-3-2010                                                             | Sarajevo                                                             | Bosnia ed Erzegovina                                                 | 2 – 1                                                                | Ghana                                                                | Amichevole                                                           | -                                                                    | 36’                                                                  |
| 1-6-2010                                                             | Rotterdam                                                            | Paesi Bassi                                                          | 4 – 1                                                                | Ghana                                                                | Amichevole                                                           | -                                                                    |                                                                      |
| 5-6-2010                                                             | Milton Keynes                                                        | Ghana                                                                | 1 – 0                                                                | Lettonia                                                             | Amichevole                                                           | -                                                                    | 67’                                                                  |
| 8-2-2011                                                             | Deurne                                                               | Ghana                                                                | 4 – 1                                                                | Togo                                                                 | Amichevole                                                           | -                                                                    | Ingresso                                                             |
| 29-3-2011                                                            | Londra                                                               | Inghilterra                                                          | 1 – 1                                                                | Ghana                                                                | Amichevole                                                           | -                                                                    | 46’ 61’                                                              |
| 3-6-2011                                                             | Accra                                                                | Ghana                                                                | 3 – 1                                                                | Rep. del Congo                                                       | Qual. Coppa d'Africa 2012                                            | -                                                                    | 70’                                                                  |
| 7-6-2011                                                             | Jeonju                                                               | Corea del Sud                                                        | 2 – 1                                                                | Ghana                                                                | Amichevole                                                           | -                                                                    | 64’                                                                  |
| 2-9-2011                                                             | Accra                                                                | Ghana                                                                | 2 – 0                                                                | eSwatini                                                             | Qual. Coppa d'Africa 2012                                            | -                                                                    |                                                                      |
| 5-9-2011                                                             | Londra                                                               | Brasile                                                              | 1 – 0                                                                | Ghana                                                                | Amichevole                                                           | -                                                                    | 28’ 46’                                                              |
| 8-10-2011                                                            | Khartum                                                              | Sudan                                                                | 0 – 2                                                                | Ghana                                                                | Qual. Coppa d'Africa 2012                                            | -                                                                    | 75’                                                                  |
| 15-11-2011                                                           | Saint-Leu-la-Forêt                                                   | Ghana                                                                | 2 – 1                                                                | Gabon                                                                | Amichevole                                                           | -                                                                    | Ingresso                                                             |
| 28-1-2012                                                            | Franceville                                                          | Ghana                                                                | 2 – 0                                                                | Mali                                                                 | Coppa d'Africa 2012 - 1º turno                                       | -                                                                    | 90+5’                                                                |
| 1-2-2012                                                             | Franceville                                                          | Ghana                                                                | 1 – 1                                                                | Guinea                                                               | Coppa d'Africa 2012 - 1º turno                                       | -                                                                    | 76’                                                                  |
| 8-2-2012                                                             | Bata                                                                 | Zambia                                                               | 1 – 0                                                                | Ghana                                                                | Coppa d'Africa 2012 - Semifinale                                     | -                                                                    | 63’, 83’                                                             |
| 29-2-2012                                                            | Chester                                                              | Cile                                                                 | 1 – 1                                                                | Ghana                                                                | Amichevole                                                           | -                                                                    | 24’                                                                  |
| 1-6-2012                                                             | Kumasi                                                               | Ghana                                                                | 7 – 0                                                                | Lesotho                                                              | Qual. Mondiali 2014                                                  | -                                                                    | 73’                                                                  |
| 9-6-2012                                                             | Ndola                                                                | Zambia                                                               | 1 – 0                                                                | Ghana                                                                | Qual. Mondiali 2014                                                  | -                                                                    | 65’                                                                  |
| 15-8-2012                                                            | Xi'an                                                                | Cina                                                                 | 1 – 1                                                                | Ghana                                                                | Amichevole                                                           | -                                                                    | 28’ 82’                                                              |
| 8-9-2012                                                             | Accra                                                                | Ghana                                                                | 2 – 0                                                                | Malawi                                                               | Qual. Coppa d'Africa 2013                                            | -                                                                    | 56’                                                                  |
| 11-9-2012                                                            | Monrovia                                                             | Liberia                                                              | 2 – 0                                                                | Ghana                                                                | Amichevole                                                           | -                                                                    | 46’                                                                  |
| 14-11-2012                                                           | Lisbona                                                              | Capo Verde                                                           | 0 – 1                                                                | Ghana                                                                | Amichevole                                                           | -                                                                    | Uscita                                                               |
| 10-1-2013                                                            | Abu Dhabi                                                            | Ghana                                                                | 3 – 0                                                                | Egitto                                                               | Amichevole                                                           | -                                                                    | 27’ 39’                                                              |
| 13-1-2013                                                            | Abu Dhabi                                                            | Ghana                                                                | 4 – 2                                                                | Tunisia                                                              | Amichevole                                                           | -                                                                    |                                                                      |
| 20-1-2013                                                            | Port Elizabeth                                                       | Ghana                                                                | 2 – 2                                                                | RD del Congo                                                         | Coppa d'Africa 2013 - 1º turno                                       | -                                                                    | 73’                                                                  |
| 24-1-2013                                                            | Port Elizabeth                                                       | Ghana                                                                | 1 – 0                                                                | Mali                                                                 | Coppa d'Africa 2013 - 1º turno                                       | -                                                                    | 77’                                                                  |
| 28-1-2013                                                            | Port Elizabeth                                                       | Niger                                                                | 0 – 3                                                                | Ghana                                                                | Coppa d'Africa 2013 - 1º turno                                       | -                                                                    | 72’                                                                  |
| 2-2-2013                                                             | Port Elizabeth                                                       | Ghana                                                                | 2 – 0                                                                | Capo Verde                                                           | Coppa d'Africa 2013 - Quarti di finale                               | -                                                                    | 84’                                                                  |
| 6-2-2013                                                             | Nelspruit                                                            | Burkina Faso                                                         | 1 – 1 dts (3 – 2 dtr)                                                | Ghana                                                                | Coppa d'Africa 2013 - Semifinale                                     | -                                                                    | 47’ 72’                                                              |
| Totale                                                               |                                                                      | Presenze                                                             | 48                                                                   |                                                                      | Reti                                                                 | 1                                                                    |                                                                      |

## Palmarès

### Club

#### Competizioni nazionali
- Superettan: 1

AIK: 2005
- Campionato israeliano: 2

Beitar Gerusalemme: 2006-2007, 2007-2008
- Coppa di Israele: 1

Beitar Gerusalemme: 2007-2008